# Constitución francesa de 1791

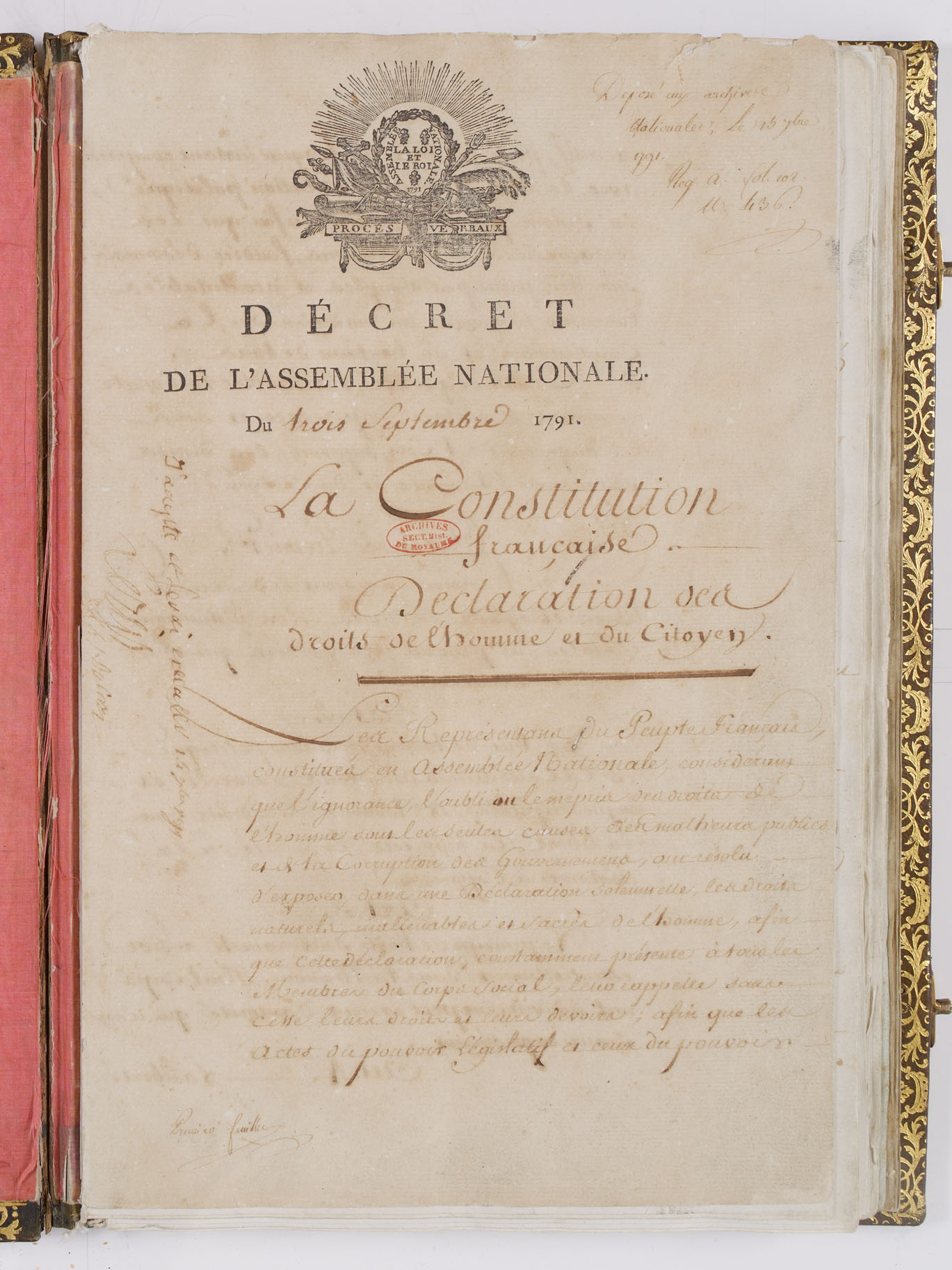
Constitución de 1791.

La Constitución francesa de 1791, la primera constitución escrita de la historia francesa, fue promulgada por la Asamblea Nacional Constituyente el 3 de septiembre de 1791 y aceptada por Luis XVI. Contenía la reforma del Estado francés, quedando Francia configurada como una monarquía constitucional.

## Contenido
La Constitución establece que la soberanía reside en la Nación y ya no en el rey, que se titula "rey de los franceses". Proclama la libertad de pensamiento y de prensa, y la libertad religiosa. Suprime la nobleza y las distinciones hereditarias, las órdenes de caballería, las corporaciones y gremios, y establece el libre acceso a los oficios y funciones que hasta ahora se reservaban a la nobleza o se heredaban. El mantenimiento de los lugares de culto pasa a depender del Estado que remunerará a los religiosos.
Garantiza la inviolabilidad de la propiedad privada. Crea un servicio de instrucción pública para proveer a los ciudadanos con una educación básica libre y gratuita. Crea también un establecimiento público de beneficencia para encargarse de los niños huérfanos y cuidar de las personas con discapacidad.

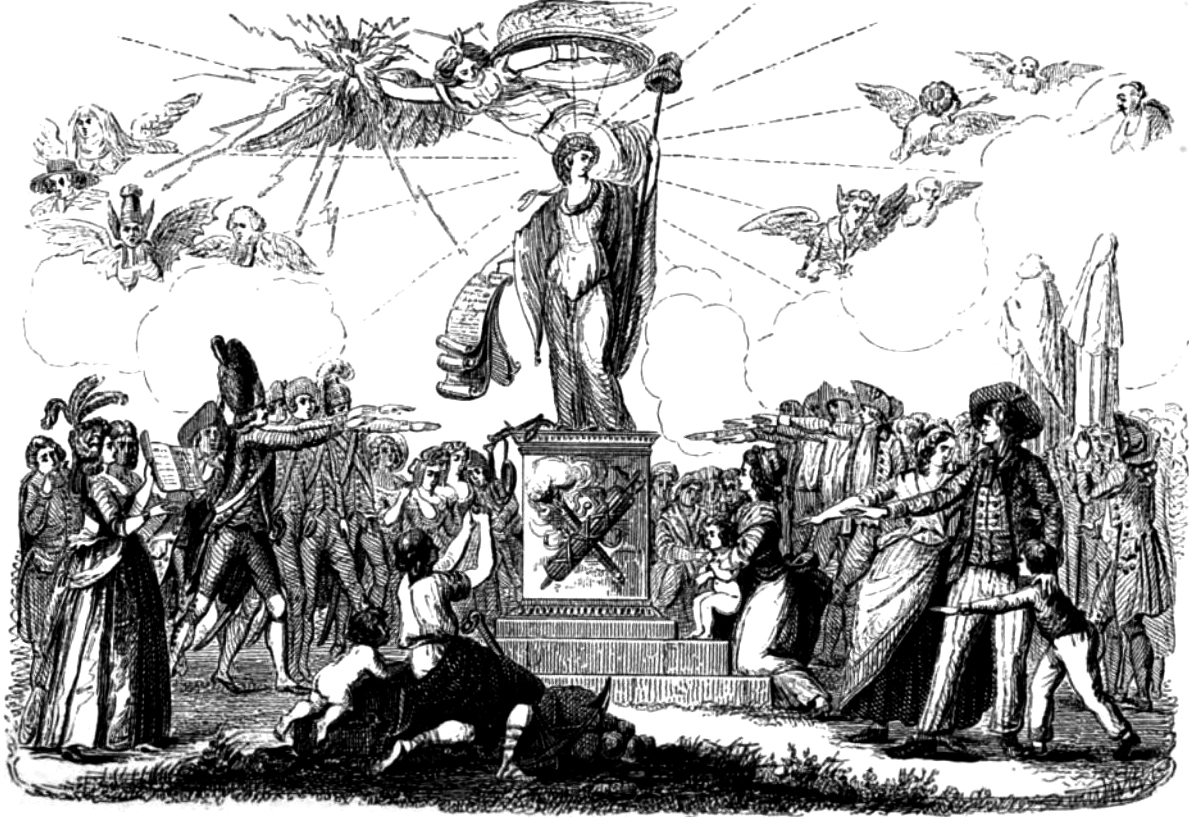
Aceptación de la Constitución de 1791 (autoría desconocida,).

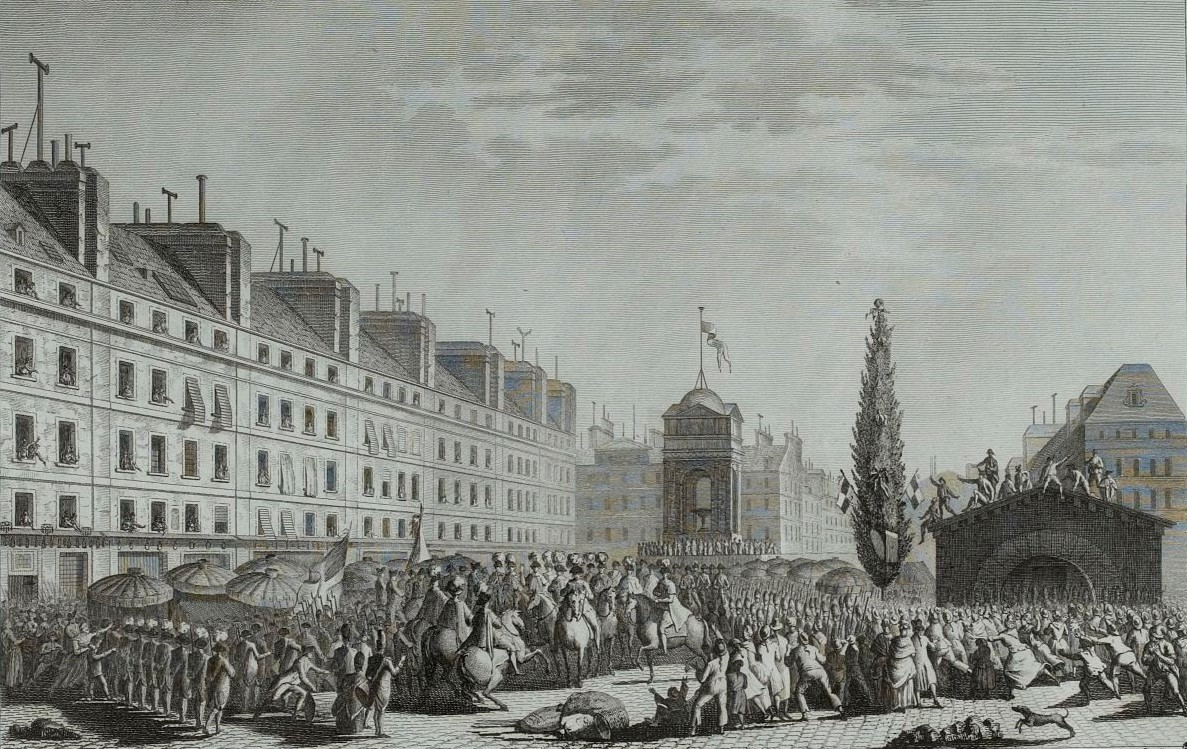
Proclamación de la Constitución en la plaza del mercado de los Inocentes, 14 de septiembre de 1791, (Museo de la Revolución francesa).

Instaura la división de los poderes ejecutivos, legislativos y jurídicos. 
- La elaboración de las leyes correspondía a una Asamblea Nacional Legislativa. Votaba las leyes, los impuestos y declaraba la guerra, con aprobación del rey.
- El poder ejecutivo quedaba en manos de la monarquía, el rey tiene el poder de nombrar y destituir a los ministros.
- El poder judicial se otorgaba a unos tribunales independientes.

Se declara la igualdad de los ciudadanos ante los impuestos, que serán proporcionales a las propiedades e ingresos.
El sistema fiscal también fue modificado: se eliminaron los impuestos indirectos y se implantaron impuestos directos, cuya cantidad dependía de la riqueza que se poseyera (ya fueran tierras, propiedades urbanas o negocios industriales o comerciales).[cita requerida]
El sistema de elección de los diputados de la Asamblea Legislativa era el siguiente: se clasificaba a los varones franceses (las mujeres quedaron excluidas de la ciudadanía) en "ciudadanos activos" (los que pagaban impuestos directos equivalentes a 3 días de trabajo, tuviesen más de 25 años y residieran desde hacía más de un año en su comarca) y "ciudadanos pasivos" (quienes no pagasen impuestos). Solo los "ciudadanos activos" elegían a los electores de su departamento. Dichos electores eran quienes escogían a los diputados provinciales para la asamblea. En 1791, Francia contaba con 4 298 360 ciudadanos activos que representaban 61 % de los hombres y 15 % de la población total. A este tipo de elección se le llama censitaria (solo pueden votar los más ricos) e indirecta, puesto que los diputados no son votados directamente por todos los que tienen derecho al voto, sino a través de sus representantes.

## Preámbulo
El preámbulo de la constitución francesa de 1791 fue la Declaración de los Derechos del hombre y del ciudadano:

Preámbulo
Los representantes del pueblo constituidos en Asamblea nacional, considerando que la ignorancia, el olvido o el menosprecio de los derechos del hombre son las únicas causas de las calamidades públicas y de la corrupción  de los gobiernos, han resuelto exponer, en una declaración solemne, los derechos naturales, inalienables y sagrados del hombre, a fin de que esta declaración, constantemente presente para todos los miembros del cuerpo social, les recuerde sin cesar sus derechos y sus deberes; a fin de que los actos del poder  legislativo y del poder ejecutivo, al poder cotejarse a cada instante con la finalidad de toda institución política, sean más respetados y para que las reclamaciones de los ciudadanos, en adelante fundadas en principios  simples e indiscutibles, redunden siempre en beneficio del mantenimiento  de la Constitución y de la felicidad de todos.
En consecuencia, la Asamblea nacional reconoce y declara, en presencia del Ser Supremo y bajo sus auspicios, los siguientes derechos del hombre y del ciudadano:
Artículo primero.- Los hombres nacen y permanecen libres e iguales en derechos. Las distinciones sociales sólo pueden fundarse en la utilidad común.
Artículo 2.- La finalidad de toda asociación política es la conservación de los derechos naturales e imprescriptibles del hombre. Tales derechos son la libertad, la propiedad, la seguridad y la resistencia a la opresión.
Artículo 3.- El principio de toda soberanía reside esencialmente en la Nación. Ningún cuerpo, ningún individuo, pueden ejercer una autoridad que no emane expresamente de ella.
Artículo 4.- La libertad consiste en poder hacer todo aquello que no perjudique a otro: por eso, el ejercicio de los derechos naturales de cada hombre no tiene otros límites que los que garantizan a los demás miembros de la sociedad el goce de estos mismos derechos. Tales límites sólo pueden ser determinados por la ley.
Artículo 5.- La ley sólo tiene derecho a prohibir los actos perjudiciales para la sociedad. Nada que no esté prohibido por la ley puede ser impedido, y nadie puede ser constreñido a hacer algo que ésta no ordene.
Artículo 6.- La ley es la expresión de la voluntad general. Todos los ciudadanos tienen derecho a contribuir a su elaboración, personalmente o por medio de sus representantes. Debe ser la misma para todos, ya sea que proteja o que sancione. Como todos los ciudadanos son iguales ante ella, todos son igualmente admisibles en toda dignidad, cargo o empleo públicos, según sus capacidades y sin otra distinción que la de sus virtudes y sus talentos.
Artículo 7.- Ningún hombre puede ser acusado, arrestado o detenido, como no sea en los casos determinados por la ley y con arreglo a las formas que ésta ha prescrito. Quienes soliciten, cursen, ejecuten o hagan ejecutar órdenes arbitrarias deberán ser castigados; pero todo ciudadano convocado o aprehendido en virtud de la ley debe obedecer de inmediato; es culpable si opone resistencia.
Artículo 8.- La ley sólo debe establecer penas estricta y evidentemente necesarias, y nadie puede ser castigado sino en virtud de una ley establecida y promulgada con anterioridad al delito, y aplicada legalmente.
Artículo 9.- Puesto que todo hombre se presume inocente mientras no sea declarado culpable, si se juzga indispensable detenerlo, todo rigor que no sea necesario para apoderarse de su persona debe ser severamente reprimido por la ley.
Artículo 10.- Nadie debe ser incomodado por sus opiniones, inclusive religiosas, a condición de que su manifestación no perturbe el orden público establecido por la ley.
Artículo 11.- La libre comunicación de pensamientos y de opiniones es uno de los derechos más preciosos del hombre; en consecuencia, todo ciudadano puede hablar, escribir e imprimir libremente, a trueque de responder del abuso de esta libertad en los casos determinados por la ley.
Artículo 12.- La garantía de los derechos del hombre y del ciudadano necesita de una fuerza pública; por lo tanto, esta fuerza ha sido instituida en beneficio de todos, y no para el provecho particular de aquellos a quienes ha sido encomendada.
Artículo 13.- Para el mantenimiento de la fuerza pública y para los gastos de administración, resulta indispensable una contribución común; ésta debe repartirse equitativamente entre los ciudadanos, proporcionalmente a su capacidad.
Artículo 14.- Los ciudadanos tienen el derecho de comprobar, por sí mismos o a través de sus representantes, la necesidad de la contribución pública, de aceptarla libremente, de vigilar su empleo y de determinar su prorrata, su base, su recaudación y su duración.
Artículo 15.- La sociedad tiene derecho a pedir cuentas de su gestión a todo agente púbico.
Artículo 16.- Toda sociedad en la cual no esté establecida la garantía de los derechos, ni determinada la separación de los poderes, carece de Constitución.
Artículo 17.- Siendo la propiedad un derecho inviolable y sagrado, nadie puede ser privado de ella, salvo cuando la necesidad pública, legalmente comprobada, lo exija de modo evidente, y a condición de una justa y previa indemnización.